# Cratere Magda
Magda  è un cratere sulla superficie di Venere.